# Ariel Behar
Ariel Behar (ur. 12 listopada 1989 w Montevideo) – urugwajski tenisista, reprezentant kraju w Pucharze Davisa.

## Kariera tenisowa
Zawodowym tenisistą Behar został w 2006 roku. Startuje głównie w turniejach gry podwójnej, wielokrotnie wygrywając imprezy o randze ATP Challenger Tour.
W rozgrywkach z cyklu ATP Tour zwyciężył w trzech turniejach z trzynastu rozegranych finałów.
W zawodach Wielkiego Szlema zadebiutował podczas Wimbledonu 2016, odpadając w drugiej rundzie eliminacji wspólnie z Philippem Marxem. Rok później, partnerując Alaksandrowi Buremu, przeszedł kwalifikacje, a w turnieju głównym poniósł porażkę w pierwszym meczu z parą Marcus Daniell–Marcelo Demoliner.
W marcu 2009 zadebiutował w reprezentacji Urugwaju w Pucharze Davisa.
W rankingu gry pojedynczej najwyżej był na 823. miejscu (17 lutego 2014), a w klasyfikacji gry podwójnej na 34. pozycji (6 maja 2024).

### Finały w turniejach ATP Tour
| Legenda                                      |
| -------------------------------------------- |
| Wielki Szlem                                 |
| Igrzyska olimpijskie                         |
| Tennis Masters Cup / ATP Finals              |
| ATP Masters Series / ATP Tour Masters 1000   |
| ATP International Series Gold / ATP Tour 500 |
| ATP International Series / ATP Tour 250      |

#### Gra podwójna (3–10)
| Końcowy wynik | Nr  | Data                 | Turniej      | Nawierzchnia  | Partner            | Przeciwnicy                         | Wynik finału         |
| ------------- | --- | -------------------- | ------------ | ------------- | ------------------ | ----------------------------------- | -------------------- |
| Zwycięzca     | 1.  | 13 stycznia 2021     | Delray Beach | Twarda        | Gonzalo Escobar    | Christian Harrison Ryan Harrison    | 6:7(5), 7:6(4), 10–4 |
| Finalista     | 1.  | 7 marca 2021         | Buenos Aires | Ceglana       | Gonzalo Escobar    | Tomislav Brkić Nikola Ćaćić         | 3:6, 5:7             |
| Zwycięzca     | 2.  | 11 kwietnia 2021     | Marbella     | Ceglana       | Gonzalo Escobar    | Tomislav Brkić Nikola Ćaćić         | 6:2, 6:4             |
| Finalista     | 2.  | 24 kwietnia 2021     | Belgrad      | Ceglana       | Gonzalo Escobar    | Ivan Sabanov Matej Sabanov          | 3:6, 6:7(5)          |
| Finalista     | 3.  | 13 czerwca 2021      | Stuttgart    | Trawiasta     | Gonzalo Escobar    | Marcelo Demoliner Santiago González | 6:4, 3:6, 8–10       |
| Finalista     | 4.  | 15 stycznia 2022     | Adelaide     | Twarda        | Gonzalo Escobar    | Wesley Koolhof Neal Skupski         | 6:7(5), 4:6          |
| Zwycięzca     | 3.  | 23 kwietnia 2022     | Belgrad      | Ceglana       | Gonzalo Escobar    | Nikola Mektić Mate Pavić            | 6:2, 3:6, 10–7       |
| Finalista     | 5.  | 25 czerwca 2022      | Santa Ponça  | Trawiasta     | Gonzalo Escobar    | Rafael Matos David Vega Hernández   | 6:7(5), 7:6(6), 1–10 |
| Finalista     | 6.  | 19 lutego 2023       | Buenos Aires | Ceglana       | Nicolás Barrientos | Simone Bolelli Fabio Fognini        | 2:6, 4:6             |
| Finalista     | 7.  | 22 października 2023 | Antwerpia    | Twarda (hala) | Adam Pavlásek      | Petros Tsitsipas Stefanos Tsitsipas | 7:6(5), 4:6, 8–10    |
| Finalista     | 8.  | 5 maja 2024          | Madryt       | Ceglana       | Adam Pavlásek      | Sebastian Korda Jordan Thompson     | 3:6, 6:7(7)          |
| Finalista     | 9.  | 1 października 2024  | Tokio        | Twarda        | Robert Galloway    | Julian Cash Lloyd Glasspool         | 4:6, 6:4, 10–12      |
| Finalista     | 10. | 9 lutego 2025        | Dallas       | Twarda (hala) | Robert Galloway    | Christian Harrison Evan King        | 6:7(4), 6:7(4)       |